# 세계에서 가장 높은 건물의 역사

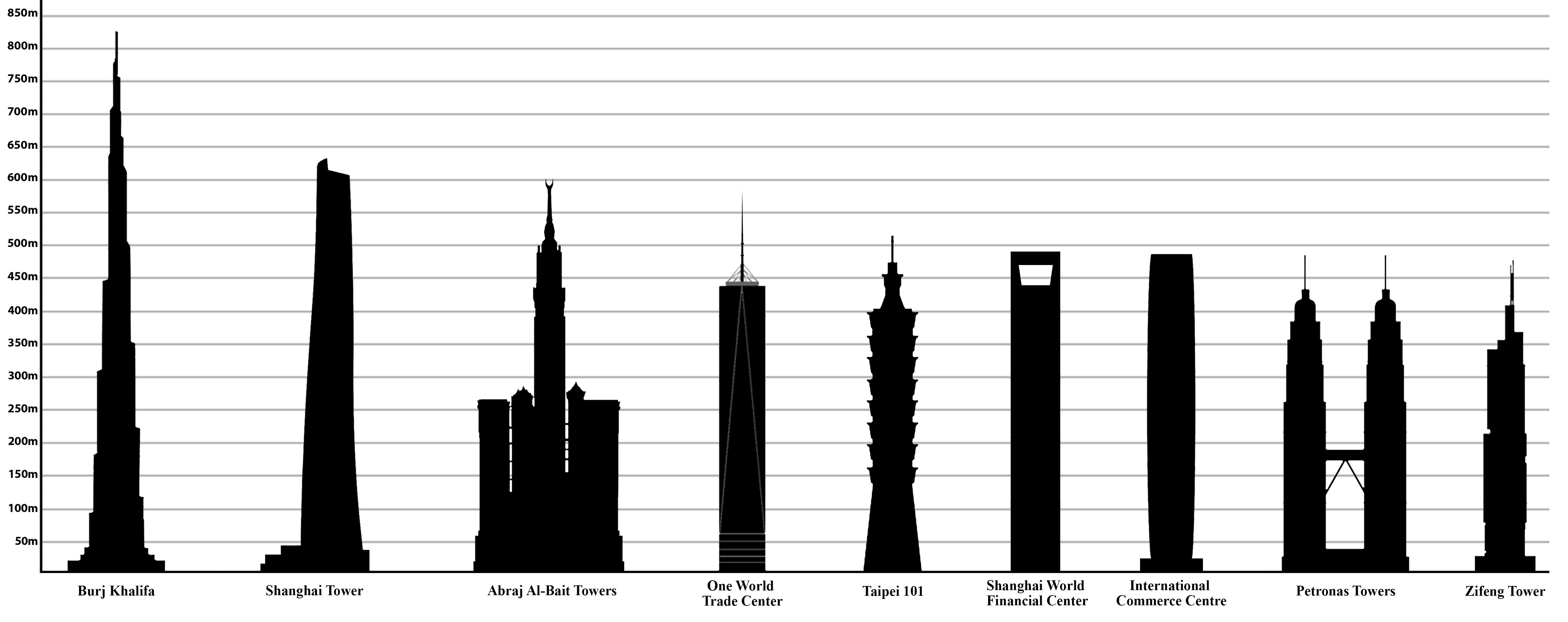
2015년 기준 세계에서 가장 높은 마천루

세계에서 가장 높은 건물은 2018년 기준 부르즈 할리파이다. 부르즈 할리파 이전에는 루언 대성당과 엠파이어 스테이트 빌딩과 같은 여러 건물이 "세계에서 가장 높은 건물"이라는 칭호를 가지고 있었다.
마천루는 1884년에 시카고에서 발명되었다. 백년 동안 세계에서 가장 높은 빌딩은 항상 미국에 있었고 뉴욕시는 86년, 시카고는 30년을 축적했다. 단지 한세기 (1885년 ~ 1998년) 후에 구별은 동반구로 이동했다. 말레이시아는 1998년 페트로나스 트윈 타워(Petronas Twin Towers)를 건축함으로써 세계에서 가장 높은 건물을 짓는 미국의 기록을 깨뜨린 최초의 국가였다. 지난 2004년 타이베이 101에 상실하기 전에 6년 동안 기록을 세웠다. 상업용 마천루 시대가 도래하기 전에, 가장 높은 건물이 기독교 교회 / 대성당이었던 시대가 있었다.
이 시간 이전에는 세계에서 가장 높은 건물이 무엇인지 결론적으로 밝힐 수 없었다. 예를 들어 알렉산드리아의 등대 (기원전 280년경)는 매우 크지만 그 높이는 알려지지 않았다. 수천년 동안의 피라미드는 이집트에서 가장 높은 건물이었다. 피라미드는 건물로 간주되지 않다.

## 용어의 정의

### "건물"의 의미
현재 세계에서 가장 높은 초기 건축물은 기자의 피라미드가 있는 이집트 피라미드로 원래 높이는 146.5미터(481 피트)이며 3,800년이 넘는 세계에서 가장 높은 인조 구조물이다. 1300년 링컨 대성당 건설까지 높았다. 그때부터 워싱턴 기념비 (1884년 출장)의 완성까지 세계에서 가장 높은 건물은 교회 또는 대성당이었다. 나중에, 에펠탑과, 나중에, 일부 라디오 마스트와 텔레비전 탑은 세계에서 가장 높은 구조물이었다.
그러나, 이 모든 것이 구조이지만, 일부는 정기적으로 거주하거나 점거한다는 의미에서 건물이 아니다. 정기적으로 거주하거나 점거한다는 의미에서 "건물"이라는 용어는 일반적으로 세계에서 가장 높은 건물이 무엇인지 결정할 때 이해되는 것으로 이해된다. 비영리 국제기구 고층 건물 및 도시 서식지 (CTBUH) 협의회는 고층 건물의 높이를 결정하기 위한 일련의 기준을 유지하며 "건물"을 "주거용 또는 사업용으로 설계된 (A) 구조"로 정의한다. "제조 목적"과 "바닥을 가지고 있다."
키가 큰 교회와 대성당은 중층을 차지한다. 낮은 지역은 규칙적으로 거주하지만 높이의 대부분은 그렇지 않은 종탑과 첨탑에 있다. 교회 또는 대성당이 "세계에서 가장 높은 건물"이라는 칭호를 결정하기 위한 목적의 "건물"또는 단순한 "구조"인지 여부는 정의의 주관적인 문제다.

### 높이의 결정
시카고에 있는 CTBUH 위원회는 높이가 다른 건물의 높이를 결정하는 세 가지 기준을 사용한다. 각각의 기준에 따라 다른 결과가 발생할 수 있다. "가장 높은 층의 높이"는 하나의 기준이며 "건물의 일부에 대한 높이"는 또 다른 것이지만 CTBUH에서 사용되는 기본 기준은 "건물의 건축상의 높이"다. 여기에는 첨탑이 포함된다. 그러나 안테나, 돛대 또는 기둥이 아니다.

## 가장 높은 건물 (13세기 ~ 1901년)

### 교회와 성당

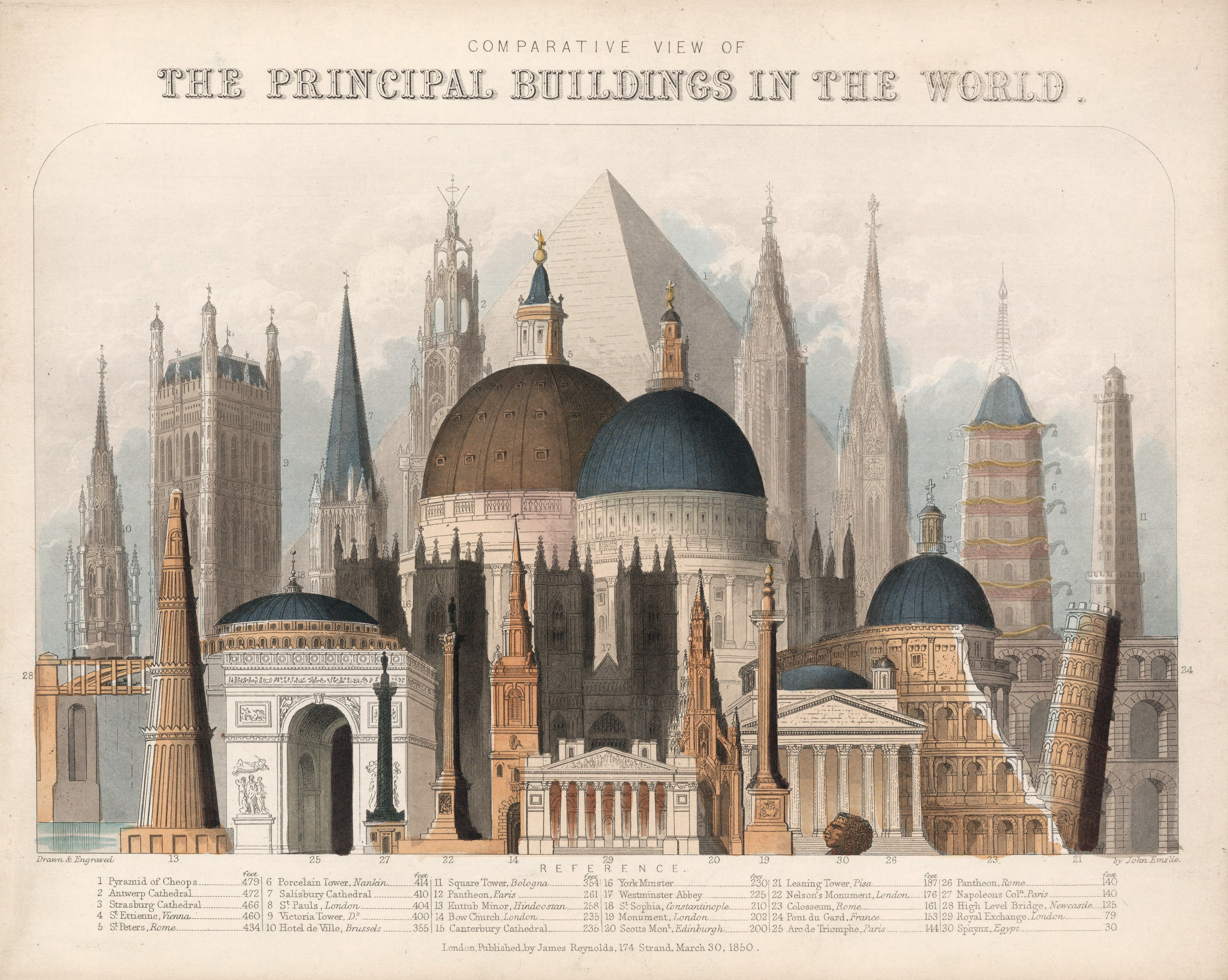
1850년에 공개된 가장 높은 건물 도표

13세기부터 1901년까지 세계에서 가장 높은 건물은 항상 교회 또는 성당이었다. 13세기에 첨탑이있는 올드 세인트 폴 성당이 완성되었다. 14세기 초에 완성 된 링컨 대성당 (Lincoln Cathedral)의 중부 첨탑이 그것을 능가했다. 1549년에 이 첨탑은 무너졌고, 세계에서 가장 높은 건물의 지위가 더 짧고 짧은 건물에 의해 유지되는 긴 연속을 시작했다. 링컨 대성당의 첨탑의 붕괴에 다음 세인트 메리 교회의 슈트 랄 준트는 세계에서 가장 높은 건물이 되었다. 1647년, 성모 마리아의 종탑이 타 버려 짧은 스트라스부르 대성당 이 세계에서 가장 높은 건물이 되었다.
1890년 울름 교회당(Ulm Minster)이 완공 되어 세계에서 가장 높은 건물이 링컨 대성당의 원래 형상을 뛰어 넘은 건물로 다시 건축되었다.
| 더 긴년         | 명칭                   | 위치          | 높이                   | 증가  |
| 13세기 ~ 1300년 | 올드 세인트 폴 대성당* | 런던          | 149 미터 (489 ft)      | 1.7%  |
| 1300년 ~ 1549년 | 링컨 대성당*           | 잉글랜드 링컨 | 159.7 미터 (524 ft)    | 6.7%  |
| 1549년 ~ 1647년 | 성 메리 교회           | 슈트랄준트    | 151 미터 (495 ft)      | -5.8% |
| 1647년 ~ 1874년 | 스트라스부르 대성당    | 스트라스부르  | 142 미터 (466 ft)      | -6.3% |
| 1874년 ~ 1876년 | 성 니콜라스 성당       | 독일 함부르크 | 147 미터 (482 ft)      | 3.4%  |
| 1876년 ~ 1880년 | 루앙 대성당            | 프랑스 루앙   | 151 미터 (495 ft)      | 2.6%  |
| 1880년 ~ 1890년 | 쾰른 대성당            | 독일 쾰른     | 157.38 미터 (516.3 ft) | 4.1%  |
| 1890년 ~ 1901년 | 울름 대성당*           | 독일 울름     | 161.53 미터 (530.0 ft) | 2.6%  |

* - 건축물 중 건축물 중 가장 높은 건물을 지었을 때 기록을 세운다.
링컨 대성당의 높이가 160m(524피트)인 곳은 대부분의 출처에서 받아 들여지지만, 일부 의원은 논쟁을 벌이고 있다. 첨탑의 완성일은 일부 출처에 의해 1300년이 아니라 1311년으로 주어진다. 또한 1561년에 번개에 의해 파괴된 올드 세인트 폴 대성당의 첨탑의 높이 149m(489피트)는 논란의 여지가 있다.
토리노 시에 위치한 몰레 안토넬리아나는 1889년에 완공되었으며 높이 167.5m(5백50피트)이다. 그러나, 구조의 상부는 1953년의 토네이도에 의해 파괴되고 재건되었다. (일부 소스에 의해 항) 원래 첨탑 위로가 167.5미터인 경우, 안토 넬리 대 건축물 1889년에서 1908년에 세계에서 가장 높은 건물이 되었을 수 있다.

### 고층 빌딩
19세기에는 건물의 무게를 지탱하기 위해 철제 또는 강철 내부 구조 (외벽 대신)를 사용하여 시카고에서 새로운 종류의 구조가 개발되었다. 이 건물 중 더 큰 건물을 고층 건물이라고 한다. 시카고의 주택 보험 빌딩(Home Insurance Building)은 철골 구조를 사용하여 혁신을 이룬 세계 최초의 초고층 건물이다. 이 설계 기능은 전 세계의 고층 건물에서 표준이 된다.
가장 높은 고층 건물이었던 건물들이다. 그러나 여전히 가장 높은 교회나 성당보다 짧았다.
| 더 긴년         | 명칭                 | 위치        | 높이              | 증가    |
| 1884년 ~ 1890년 | 홈 인슈어런스 빌딩   | 미국 시카고 | 42 미터 (138 ft)  | 6.15%   |
| 1890년 ~ 1894년 | 뉴욕 월드 빌딩       | 미국 뉴욕   | 94 미터 (308 ft)  | 136.92% |
| 1894년 ~ 1895년 | 맨해튼 생명보험 빌딩 | 미국 뉴욕   | 100 미터 (330 ft) | 7.14%   |
| 1895년 ~ 1899년 | 밀워키 시청          | 미국 밀워키 | 108 미터 (354 ft) | 7.27%   |
| 1899년 ~ 1908년 | 파크 로우 빌딩       | 미국 뉴욕   | 119 미터 (390 ft) | 10.17%  |

## 가장 높은 건물 (1901년~)
울름 교회당보다 더 높은 여러 개의 고층 건물 은 1901년에 완성되었다. 필라델피아 시청 167m(548ft) 및 Anton Antoniana 167.5m(550ft)이다. 그러나 두꺼운 외벽으로 다른 초고층 건물과 비슷한 높이의 건물처럼 지탱되어 있었기 때문에 이들 중 어느 것도 대부분의 정의에 의해 초고층 건물이 아니었다.
| 더 긴년         | 명칭                           | 위치                    | 높이                   | 증가   |
| 1901년 ~ 1908년 | 필라델피아 시청                | 미국 필라델피아         | 167 미터 (548 ft)      | 3.4%   |
| 1908년 ~ 1909년 | 싱어 빌딩                      | 미국 뉴욕 시            | 186.57 미터 (612.1 ft) | 11.7%  |
| 1909년 ~ 1913년 | 메트로폴리탄 생명 타워         | 미국 뉴욕               | 213.36 미터 (700.0 ft) | 14.36% |
| 1913년 ~ 1930년 | 울워스 빌딩                    | 미국 뉴욕               | 241.4 미터 (792 ft)    | 12.95% |
| 1930년          | 뱅크 오브 맨해튼 트러스트 빌딩 | 미국 뉴욕               | 283 미터 (928 ft)      | 17.43% |
| 1930년 ~ 1931년 | 크라이슬러 빌딩                | 미국 뉴욕               | 318.8 미터 (1,046 ft)  | 13.04% |
| 1931년 ~ 1972년 | 엠파이어 스테이트 빌딩         | 미국 뉴욕               | 381 미터 (1,250 ft)    | 19.1%  |
| 1972년 ~ 1974년 | 세계 무역 센터                 | 미국 뉴욕               | 417 미터 (1,368 ft)    | 9.45%  |
| 1974년 ~ 1998년 | 시어스 타워                    | 미국 시카고             | 442 미터 (1,450 ft)    | 6%     |
| 1998년 ~ 2004년 | 페트로나스 트윈 타워           | 말레이시아 쿠알라룸푸르 | 451.9 미터 (1,483 ft)  | 2.24%  |
| 2004년 ~ 2010년 | 타이베이 101                   | 타이완 타이베이         | 509.2 미터 (1,671 ft)  | 12.68% |
| 2010년 ~        | 부르즈 할리파                  | 아랍에미리트 두바이     | 828 미터 (2,717 ft)    | 62.61% |

가장 높은 건물 목록은 고층 건물 및 도시 서식지 (CTBUH)에 대한 협의회의 기본 척도, 가장 높은 건축 요소에 대한 측정 기준을 기반으로 한다. 다른 기준은 다른 목록을 생성한다. 상하이 세계금융센터(Shanghai World Financial Centre)는 위의 목록에 포함되지 않았지만 2008년 타이베이 101을 능가하여 가장 높은 점유 플로어가있는 건물이 되었다. 가장 높은 팁(안테나 포함)의 기준을 사용하여 뉴욕 시의 세계 무역 센터는 1972년부터 2000년까지 시카고의 시어스 타워(이미 세계 무역 센터보다 높은 점유 플로어를 가짐)에 이르기까지 세계에서 가장 높은 건물이었다. 건물의 안테나가 세계에서 가장 높은 팁을 제공하도록 확장되었다. 부르즈 할리파(Burj Khalifa)가 2010년까지 완수한 페트로나스 타워(Petronas Towers)와 타이베이 101 (Taipei 101)이다.
부르즈 할리파 (Burj Khalifa)는 2010년 이래 어떤 기준으로도 가장 높은 건물이었다. 그것은 가장 높은 건축 요소, 팁 및 점령 층을 가지고 있으며, 현재 지어진 646.38미터(2,120.7 피트)의 바르샤바 라디오 마스트를 능가하는 가장 큰 구조의 구조물이다.
1884년 워싱턴 기념비가 완성된 이래 세계에서 가장 높은 건물은 세계에서 가장 높은 구조물이 아니었다. 예외는 크라이슬러 빌딩과 엠파이어 스테이트 빌딩이 에펠탑을 능가하는 1930-1954년 (오클라호마 에 있는 그리핀 TV타워에서 시작하여 연속적인 방송 마스트에 의해 차례로 능가), 2010년에 부르즈 할리파의 공사가 완료되었다.

## 고층 건물 고도 증가의 역사
19세기 시카고에서 주택 보험 빌딩을 건설한 후 뉴욕 시에 있는 엠파이어 스테이트 빌딩(Empire State Building )이 뒤이어 크라이슬러 빌딩(Chrysler Building)을 건설하면서 마천루 높이의 증가가 시작되었다. 크라이슬러 빌딩은 300미터(984피트)의 장벽을 뛰어 넘은 세계 최초의 건물이었으며 엠파이어 스테이트 빌딩은 100개 이상의 층이있는 최초의 건물이었다. 그것은 381미터(1,250피트)에 서 있으며 102층이 있다. 그 다음으로 높은 마천루는 1971년에 완공된 세계 무역 센터(World Trade Centre)였다. 북쪽 타워는 417m(368ft), 남쪽은 415m(362ft)이다. 엠파이어 스테이트 빌딩의 높이보다36m(118ft) 높았다. 그로부터 2년 후 시어스 타워(Sears Tower)는 세계 무역 센터 높이를 25미터(82피트)를 넘으며 110층으로 442m(1,450ft)로 시카고에 지어졌다. 페트로나스 타워(Petronas Towers)는 시어스 타워(Sears Tower)보다 10m 높은 높이이며452m(1,483ft) 높이에 각각 88층으로 나뉜다.
2004년 타이베이 101 건설은 101층으로 509m (1,670ft)에 달하며  세계최고 높이의 고충건물 이 되었다.이전 기록 보유자인 페트로나스 타워(Petronas Towers)보다 59미터 (194피트) 더 높다.부르즈 할리파(Burj Khalifa)는 타이베이 101의 높이보다 2009년 319미터(1,047피트) 높아  약60% 더 높아졌다. 여러 마천루 기록이 깨졌으며 엠파이어 스테이트 빌딩보다 거의 두 배에 달한다. 부르즈 할리파는 또한 세계에서 가장 높은 구조물의 기록을 깨뜨렸다.
- 참고 : CTBUH는 건물이 300미터 (984피트) 이상인 경우 건물을 수퍼 볼트로 정의한다.[13]

## 위치별 슈퍼 고층 빌딩의 역사
북미 지역에서 발생한 초기 초고층 빌딩 붐 이후, 북미 지역의 수많은 고층 건물이 세계에서 가장 높은 100개의 건물을 지배했다. 1930년에 세계에서 가장 높은 100개의 건물 중 99개가 북미에 위치해있었다. 앞으로이 비율은 22%로 감소할 것으로 예상된다. 북아메리카에 있는 마천루의 우세는 19세기 북아메리카에서 시작된 진전까지 마침내 따라 잡고 있는 세계의 다른 지역, 특히 아시아에서 마천루 건설의 건축으로 인해 감소하고 있다.
아시아에서는 페트로나스 트윈 타워(Petronas Twin Towers) 건설로 시작하여 초고층 마천루가 증가했다. 현재 세계 100대 높이에 아시아 (중동 포함)에 60개의 건물이 있다. 그러나 마천루 건설은 여전히 미국에서 널리 퍼져 있다.

## 고층 건물의 사용 증가
마천루 붐 이후 세계의 대부분의 마천루는 주로 사무실 공간으로 사용되었다. 1930년에서 2000년까지 오피스 타워의 비율은 86% 이하로 떨어지지 않았지만 미래에는 46%로 낮을 것으로 예상된다. 2010년에 세계에서 가장 높은 100개의 건물 중 절반 이상이 사무용 타워였으며 대다수가 주거용 및 복합 용도로 사용되었다. 오늘날 세계에서 가장 높은 건물 10개 중 4개와 세계에서 가장 높은 50개 중 28개가 주로 사무실로 사용된다.
혼합 사용 고층 빌딩은 둘 이상의 기능 (용도)을 포함하며, 각 기능은 타워의 전체 공간의 상당 부분을 차지한다. 자동차 공원 및 기계 공장 공간과 같은 지원 구역은 혼합 사용 상태에 기여하지 않다.
호텔 및 주거 공간으로 사용되는 고층 빌딩은 일반적으로 더 작다. 세계에서 가장 높은 100개의 고층 빌딩 가운데 그 유형의 초고층 고층 빌딩이 몇 개 있다. 세계에서 가장 높은 주거 건물인 432 파크 애비뉴이다. 세계에 있는 몇몇 마천루 호텔 및 고층 빌딩이 있다. 에미레이트 파크 타워 호텔 & 스파 로즈 타워와 부르즈 알 아랍(Burj Al Arab) 얹어 아웃 에미레이트 타워 호텔 & 스파는 현재있는 동안, 서 있는 세 개의 초고층 호텔이다.

## 같이 보기
- 마천루
- 건축물 및 구조물 목록
- 이집트의 피라미드 목록
- 마천루 목록
- 교회 목록
- 20세기 이전에 건축된 구조물 목록